# شهرستان کیزیلسکی
شهرستان کیزیلسکی (به لاتین: Kyzylsky District) یک شهرستان در روسیه است که در تووا واقع شده‌است.